# Tessa Wallace
Tessa Wallace (Buderim (Queensland), 9 september 1993) is een Australische zwemster. Ze vertegenwoordigde haar vaderland op de Olympische Zomerspelen 2012 in Londen.

## Carrière
Bij haar internationale debuut, op de Pan Pacific kampioenschappen zwemmen 2010 in Irvine, eindigde Wallace als elfde op de 200 meter schoolslag, op haar overige afstanden strandde ze in de series. In Delhi nam de Australische deel aan de Gemenebestspelen 2010, op dit toernooi veroverde ze de zilveren medaille op de 200 meter schoolslag.
Tijdens de Olympische Zomerspelen van 2012 in Londen werd Wallace uitgeschakeld in de halve finales van de 200 meter schoolslag.

## Internationale toernooien
| Jaar | Olympische Spelen   | WK langebaan  | WK kortebaan  | PanPacs                                                                              | Gemenebestspelen |
| ---- | ------------------- | ------------- | ------------- | ------------------------------------------------------------------------------------ | ---------------- |
| 2010 |                     |               | geen deelname | serie 50m schoolslag serie 100m schoolslag 11e 200m schoolslag serie 50m vlinderslag | 200m schoolslag  |
| 2011 |                     | geen deelname |               |                                                                                      |                  |
| 2012 | 15e 200m schoolslag |               | geen deelname |                                                                                      |                  |

## Persoonlijke records
Bijgewerkt tot en met 3 juli 2011

### Kortebaan
| Afstand         | Tijd    | Datum             | Plaats    |
| --------------- | ------- | ----------------- | --------- |
| 50m schoolslag  | 31,21   | 3 juli 2011       | Adelaide  |
| 100m schoolslag | 1.08,02 | 23 september 2008 | Melbourne |
| 200m schoolslag | 2.21,48 | 18 juli 2010      | Brisbane  |

### Langebaan
| Afstand         | Tijd    | Datum            | Plaats |
| --------------- | ------- | ---------------- | ------ |
| 50m schoolslag  | 31,79   | 17 maart 2009    | Sydney |
| 100m schoolslag | 1.07,92 | 19 augustus 2010 | Irvine |
| 200m schoolslag | 2.25,60 | 6 oktober 2010   | Delhi  |